# Górna Angara
Górna Angara – rzeka w Buriacji. Wpada do jeziora Bajkał tworząc deltę. 
Długość rzeki – 452 km, powierzchnia zlewni – 21 400 km kw. W górnym biegu płynie w wąskiej dolinie, tworząc bystrza. W dolnej części płynie w szerokiej dolinie z wieloma starorzeczami. Zasilanie głównie deszczowe a także podziemne. Zamarza pod koniec października, rozmarza w końcu marca. Żeglowna do przystani Kamiokan (270 km od ujścia).